# Beautiful Stranger (canção de f(x))
Beautiful Stranger é uma canção de gênero electronic-R&B interpretada por Luna, Krystal Jung e Amber Liu, como integrantes do girl group sul-coreano f(x). A canção foi incluída como faixa em seu segundo EP, Electric Shock, que foi lançado em 10 de junho de 2012.

## Composição
"Beautiful Stranger" pertence ao gênero musical electronic-R&B embora a SM Entertainment também classifique-a como urbana hip-hop-rap. Os vocais e notas altas são fornecidos por Luna e Krystal, enquanto Ambar assume o rap da música. A canção é acompanhada por um sintetizador e percussão realizada por meio de guitarra elétrica. Na parte coro, a linha do baixo também tem destaque.
A canção foi composta por uma equipe de produtores musicais, que incluiu Aminata 'Amy' Gabba, Jason Gill e o compositor dinamarquês Mich Hansen "Cutfather". Com a canção, os artistas britânicos Amy Gabba e Jason Gill, ambos fizeram sua estréia na indústria do K-Pop como compositores. Mich Hansen tinha trabalhado com a gravadora antes em "Juliette" do Shinee e mais tarde também produziu "Baby Maybe" das Girls' Generation para seu quarto álbum de estúdio, I Got a Boy. O arranjo da canção foi realizado por Lim Kwang Wook e Polar Monkeys. Antes de fazer a colaboração de estréia com f(x), Kwang Wook tinha composto e lidou com o arranjo de "Baby, Don't Cry" e a música "Two Moons" para o seu companheiro de gravadora EXO.
A letra de "Beautiful Stranger" foi escrita por Misfit que é um letrista da SM Entertainment. Ele também escreveu letras para duas outras faixas do álbum, "Love Hate" e "Let's Try". A canção conta a história de uma menina que se comunica com estranhos não com a atitude fechada, mas com a mente aberta e explora o mundo desconhecido ao se apaixonar por um estrangeiro.

## Desempenho nas paradas
| Região | Gráfico                       | Melhores posições |
| ------ | ----------------------------- | ----------------- |
| KOR    | Gaon Singles chart            | 29                |
| USA    | Billboard Korea K-Pop Hot 100 | 42                |